# Methylacetoacetat
Methylacetoacetat ist eine chemische Verbindung aus der Gruppe der substituierten Carbonsäureester und Ketone.

## Gewinnung und Darstellung
Methylacetoacetat kann durch Methoxycarbonylierung von Aceton mit Dimethylcarbonat gewonnen werden.

## Eigenschaften
Methylacetoacetat ist eine farblose, schwer entzündliche und wenig flüchtige Flüssigkeit mit angenehmem Geruch. Sie ist leicht löslich in Wasser, wobei die wässrige Lösung sauer reagiert. Methylacetoacetat tritt als Metabolit des Pestizids Mevinphos auf.

## Verwendung
Methylacetoacetat wird zur Synthese anderer chemischer Verbindungen wie Pyrazolen, Pyrimidinen und Coumarinderivaten verwendet.

## Sicherheitshinweise
Die Dämpfe von Methylacetoacetat können mit Luft ein explosionsfähiges Gemisch (Flammpunkt 62 °C, Zündtemperatur 280 °C) bilden.

## Verwandte Verbindungen
- Ethylacetoacetat